# TNA One Night Only
TNA One Night Only est une série d'événement de catch produit par la Total Nonstop Action Wrestling (TNA). Chaque événement est enregistré à l'avance puis diffusé plus tard sous forme de pay-per-view. La première diffusion a eu lieu en avril 2013.